# Bình Dương, Ôn Châu
Bình Dương (chữ Hán giản thể: 平阳县, bính âm: Píngyáng Xiàn, âm Hán Việt: Bình Dương huyện) là một huyện thuộc địa cấp thị Ôn Châu, tỉnh Chiết Giang, Cộng hòa Nhân dân Trung Hoa. Huyện Bình Dương có diện tích mặt đất 1051,17 km², diện tích mặt biển 37.200 kilômét vuông, dân số năm 2002 là 841.000 người. Huyện lỵ huyện này đóng ở trấn Côn Dương. Huyện Bình Dương có các đơn vị hành chính trực thuộc gồm 17 trấn, 14 hương.
- Trấn: Côn Dương, Thủy Đầu, Tiêu Giang, Nam Nhạn, Nam Kỉ, Ma Bộ, Đằng Giao, Tiền Thương, Sơn Môn, Thuận Khê, Phong Ngọa, Hạc Khê, Tống Kiều, Tống Phu, Du 垟, Trịnh Lâu.
- Hương: Tây Loan, Mai Khê, Mai Nguyên, Đào Nguyên, Phượng Sào, Long Vĩ, Nam Hồ, Triều Dương, Nháo Thôn, Hiểu Khanh, Hoài Khê, Thanh Nhai, Duy Tân, Ngô 垟.